# Argia westfalli
Argia westfalli е вид водно конче от семейство Coenagrionidae. Видът не е застрашен от изчезване.

## Разпространение
Разпространен е в Мексико (Веракрус, Керетаро, Нуево Леон, Сан Луис Потоси, Тамаулипас и Чиапас).

## Описание
Популацията на вида е стабилна.